# Reviderad romanisering av koreanska
Reviderad romanisering av koreanska är ett system som används för att transkribera koreanska ord till latinska bokstäver. Reviderad romanisering är sedan 2000 standard i Sydkorea. I Nordkorea används istället en variant av McCune-Reischauer-systemet.
Romaniseringen utgår ifrån det koreanska standarduttalet och använder endast latinska bokstäver, till skillnad från det tidigare använda McCune-Reischauer-systemet där apostrofer och andra symboler fyllde egna funktioner. En annan skillnad mellan systemen är att McCune-Reischauer baserades på hur koreanskan låter för engelsktalande öron, inte hur den låter för koreansktalande.
Anledningen till att den reviserade romaniseringen implementerades var att det gamla systemet inte var funktionellt i det allt mer digitaliserade samhället. Breviser och apostrofer användes för att särskilja på olika bokstäver, till exempel för att skilja 어 från 오, men på Internet blev användningen av dessa komplicerad och därför slopades de ofta. Som följd blev det omöjligt att skilja vissa vokaler och konsonanter från varandra. Ofta kunde ett ords betydelse bero på vilken vokal det innehöll, och när det inte gick att avgöra vilken det var som åsyftades gick det inte heller att avgöra vilket ordet var.

## Transkriberingsregler

### Vokaler
| Hangul       | ㅏ | ㅐ | ㅑ | ㅒ  | ㅓ | ㅔ | ㅕ  | ㅖ | ㅗ | ㅘ | ㅙ  | ㅚ | ㅛ | ㅜ | ㅝ | ㅞ | ㅟ | ㅠ | ㅡ | ㅢ | ㅣ |
| Romanization | a  | ae | ya | yae | eo | e  | yeo | ye | o  | wa | wae | oe | yo | u  | wo | we | wi | yu | eu | ui | i  |

### Konsonanter
| Hangul       | Hangul | ㄱ | ㄲ | ㄴ | ㄷ | ㄸ | ㄹ | ㅁ | ㅂ | ㅃ | ㅅ | ㅆ | ㅇ | ㅈ | ㅉ | ㅊ | ㅋ | ㅌ | ㅍ | ㅎ |
| Romanization | Första | g  | kk | n  | d  | tt | r  | m  | b  | pp | s  | ss | -  | j  | jj | ch | k  | t  | p  | h  |
| Romanization | Sista  | k  | k  | n  | t  | -  | l  | m  | p  | -  | t  | t  | ng | t  | -  | t  | k  | t  | p  | t  |

Den övre raden beskriver hur bokstäverna transkriberas när de inleder ett stavelseblock (till exempel transkriberas ㅂ i 밥 som b) och den undre raden beskriver hur bokstäverna transkriberas när de befinner sig i slutet av ett block (till exempel ㅇ i 공부, som transkriberas som ng). För ㄱ, ㄷ, ㅂ och ㄹ gäller även transkribering enligt nedre raden då de föregår en konsonant eller utgör sista bokstaven i ett ord (som ㄱ i 한국).
ㅇ utelämnas då den befinner sig i början av ett block. 아 transkriberas exempelvis som a. 
Då ㄹ förekommer två gånger i direkt anslutning till varandra, i samma ord, skrivs det som ll (två efterföljande L).

Reviderad romanisering transkriberar vissa annorlunda beroende på regler gällande den sista konsonanten i tecknet och den första i det följande. De större skillnaderna är markerade:
|                     | Nästa teckens första → | ㅇ   | ㄱ  | ㄴ     | ㄷ  | ㄹ     | ㅁ  | ㅂ  | ㅅ  | ㅈ  | ㅊ   | ㅋ  | ㅌ  | ㅍ  | ㅎ        |
| Föregåendes sista ↓ |                        |      | g   | n      | d   | r      | m   | b   | s   | j   | ch   | k   | t   | p   | h         |
| ------------------- | ---------------------- | ---- | --- | ------ | --- | ------ | --- | --- | --- | --- | ---- | --- | --- | --- | --------- |
| ㄱ                  | k                      | g    | kg  | ngn    | kd  | ngn    | ngm | kb  | ks  | kj  | kch  | k-k | kt  | kp  | kh, k     |
| ㄴ                  | n                      | n    | n-g | nn     | nd  | ll, nn | nm  | nb  | ns  | nj  | nch  | nk  | nt  | np  | nh        |
| ㄷ                  | t                      | d, j | tg  | nn     | td  | nn     | nm  | tb  | ts  | tj  | tch  | tk  | t-t | tp  | th, t, ch |
| ㄹ                  | l                      | r    | lg  | ll, nn | ld  | ll     | lm  | lb  | ls  | lj  | lch  | lk  | lt  | lp  | lh        |
| ㅁ                  | m                      | m    | mg  | mn     | md  | mn     | mm  | mb  | ms  | mj  | mch  | mk  | mt  | mp  | mh        |
| ㅂ                  | p                      | b    | pg  | mn     | pd  | mn     | mm  | pb  | ps  | pj  | pch  | pk  | pt  | p-p | ph, p     |
| ㅇ                  | ng                     | ng-  | ngg | ngn    | ngd | ngn    | ngm | ngb | ngs | ngj | ngch | ngk | ngt | ngp | ngh       |